# Nederlandse corporate governance code
De Nederlandse corporate governance code, vaak aangeduid als de code-Tabaksblat (aanpassingen: code-Frijns (2008), code-Van Manen (2016)), is een gedragscode voor beursgenoteerde bedrijven met als doel verbeterde transparantie in de jaarrekening, betere verantwoording aan de raad van commissarissen en een versterking van de zeggenschap en bescherming van aandeelhouders.

## Code-Tabaksblat en herziene versies van de code
Minister Hans Hoogervorst van Financiën heeft op 10 maart 2003 een commissie 'corporate governance' geïnstalleerd, onder leiding van wijlen Morris Tabaksblat. De opdracht was om een gedragscode te ontwikkelen voor beursgenoteerde ondernemingen en hun aandeelhouders. Hierbij werden de 40 aanbevelingen die de commissie-Peters (onder leiding van Jaap Peters) in juni 1997 deed, als vertrekpunt genomen. Op 9 december 2003 publiceerde de commissie Tabaksblat de Nederlandse gedragscode, die op 31 december 2004 in de wet verankerd werd.
De code bevat meer dan 100 regels over onder andere taak, werkwijze, hoogte en samenstelling van de beloning van bestuurders en commissarissen. Daarnaast wordt de positie van de aandeelhoudersvergadering versterkt. De code schrijft bijvoorbeeld voor dat een commissaris niet meer dan vijf verschillende commissariaten mag hebben, bestuurders worden nog maar benoemd voor een termijn van vier jaar en de ‘gouden handdruk’ mag maximaal één jaarsalaris zijn.
Bij de code geldt de ‘pas toe of leg uit’-regel: beursgenoteerde ondernemingen dienen in het jaarverslag aan te geven of zij de codevoorschriften toepassen en zo niet, waarom niet. Deze ‘pas toe of leg uit’-regel is wettelijk vastgelegd.
In december 2004 werd de Monitoring Commissie Corporate Governance Code ingesteld, die tot taak heeft de actualiteit en bruikbaarheid van de Nederlandse corporate governance code te bevorderen en de naleving ervan door beursgenoteerde ondernemingen te bewaken. Zij zal ten minste jaarlijks verslag doen aan de minister van Financiën, minister van Justitie en de staatssecretaris van Economische Zaken.
Op 10 december 2008 presenteerde de Monitoring Commissie Corporate Governance Code onder leiding van Jean Frijns de geactualiseerde code. Deze herziene code is tot stand gekomen op verzoek van CNV, Eumedion, de FNV, het Nederlands Centrum voor Directeuren en Commissarissen (NCD), NYSE Euronext, de VEB, de Vereniging van Effecten Uitgevende Ondernemingen (VEUO) en VNO-NCW. In de gewijzigde code kwam meer nadruk te liggen op de manier waarop bestuurders, commissarissen en aandeelhouders hun taken in de praktijk uitoefenen, in plaats van op de wijze waarop zij hierover achteraf verantwoording afleggen. Deze geactualiseerde code is op 1 januari 2009 in werking getreden en per 1 januari 2010 in de wet verankerd.
Op 2 juli 2009 werd de tweede Monitoring Commissie Corporate Governance Code ingesteld, voorgezeten door Jos Streppel. Op verzoek van het kabinet kwam deze commissie op 1 oktober 2013 met een onderzoek naar buiten die het belang van de Code nogmaals onderschreef. Maar deze commissie kwam, in het licht van de financiële crisis, niet met nieuwe aanbevelingen om de code aan te passen.
Op 11 december 2013 werd de derde Monitoring Commissie Corporate Governance Code ingesteld, voorgezeten door Jaap van Manen. De commissie heeft op 8 december 2016 de code-Van Manen gepresenteerd. Deze herziene Code is tot stand gekomen op verzoek van VNO-NCW, VEUO, Eumedion, VEB, FNV, CNV en Euronext. De belangrijkste vernieuwing is het centraal stellen van waardecreatie op de lange termijn en de introductie van cultuur als onderdeel van goede corporate governance. Daarnaast is de Code op veel andere punten geactualiseerd. Op 1 januari 2018 is deze code in de wet verankerd.

## Principes van de Nederlandse Corporate Governance Code
De hoofdprincipes van de Nederlandse Corporate Governance Code (versie 'Van Manen', december 2016) worden hieronder weergegeven. Elk hoofdprincipe wordt in het document nog weer verder uitgewerkt.
Het document in PDF-vorm telt 52 pagina's en is ook in zijn geheel opgenomen in de wet. De code is samengesteld door de Monitoring Commissie Corporate Governance Code (MCCG), onder voorzitterschap van prof. dr. J.A. van Manen.
- Lange termijn waardecreatie
  - Principe 1.1 Lange termijn waardecreatie
  - Principe 1.2 Risicobeheersing
  - Principe 1.3 Interne audit functie
  - Principe 1.4 Verantwoording over risicobeheersing
  - Principe 1.5 Rol raad van commissarissen
  - Principe 1.6 Benoeming en beoordeling functioneren externe accountant
  - Principe 1.7 Uitvoering werkzaamheden externe accountant

- Effectief bestuur en toezicht
  - Principe 2.1 Samenstelling en omvang
  - Principe 2.2 Benoeming, opvolging en evaluatie
  - Principe 2.3 Inrichting raad van commissarissen en verslag
  - Principe 2.4 Besluitvorming en functioneren
  - Principe 2.5 Cultuur
  - Principe 2.6 Misstanden en onregelmatigheden
  - Principe 2.7 Voorkomen belangenverstrengeling
  - Principe 2.8 Overnamesituaties

- Beloningen
  - Principe 3.1 Beloningsbeleid bestuur
  - Principe 3.2 Vaststelling beloningen bestuur
  - Principe 3.3 Beloning raad van commissarissen
  - Principe 3.4 Verantwoording beloningsbeleid

- Algemene vergadering
  - Principe 4.1 De algemene vergadering
  - Principe 4.2 Informatieverschaffing en voorlichting
  - Principe 4.3 Uitbrengen van stemmen
  - Principe 4.4 Certificering van aandelen

- One-tier bestuursstructuur
  - Principe 5.1 One-tier bestuursstructuur

## Kritiek op de code
Vóór zijn invoering leidde de code-Tabaksblat tot rumoer in de top van het Nederlandse bedrijfsleven. De angst bestond dat Nederland strengere regels zou krijgen dan het buitenland, waardoor topfunctionarissen zouden neigen het land te verlaten.
De publicatie van beloningen van topmensen maakt het voor hen makkelijker in plaats van moeilijker (zoals de bedoeling was) om hogere beloningen te eisen: ze weten immers precies wat hun collega's verdienen, en willen hierbij niet achterblijven. Het FNV betreurt dat geen normen zijn opgenomen die verwijzen naar maatschappelijke aanvaardbaarheid van topbeloningen. Het vindt de code te veel gericht op herstel van vertrouwen van de kapitaalmarkt en te weinig op de werknemers van de onderneming.
Op de uitvoering van de code-Tabaksblat is scherpe kritiek geleverd door de grootste Nederlandse vakbond, FNV. In 2006 noemde deze bond de code zelfs een "paard van Troje", dat "de verkeerde kant op werkt".
Volgens de FNV is de macht van de aandeelhouders te groot. Activistische aandeelhouders zouden uit zijn op kortetermijnwinst en geen oog hebben voor de lange termijn. Deze kritiek kwam steeds naar voren als er overnamegeruchten gingen, zoals hedgefonds TCI dat ABN AMRO wilde opsplitsen en hedgefondsen Centaurus Capital en Paulson Capital, die samen Stork wilden opsplitsen.